# Arim Solares
Arim Abdul Solares Astorga (Città del Messico, 24 aprile 1983) è un ex cestista messicano.

## Carriera
Con il Messico ha disputato i Campionati americani del 2007.